# Oulba
Ne doit pas être confondu avec la rivière Ouba, aussi affluent de rive droite de l'Irtych.
L'Oulba  (en russe : Ульба) est une rivière du Kazakhstan, qui coule dans les montagnes de l'Altaï sur le territoire de l'oblys du Kazakhstan-Oriental. C'est un affluent abondant de l'Irtych dans lequel il se jette en rive droite. C'est donc un sous-affluent de l'Ob.

## Géographie
Sa longueur est de plus ou moins 160 kilomètres.
Son bassin versant s'étend sur 4 990 kilomètres carrés, surface comparable à celle du département français de la Haute-Loire, ou encore au canton suisse du Valais.
La rivière est issue de la fonte des neiges et des glaces des hautes montagnes du versant sud-ouest de l'Altaï occidental, région particulièrement bien disposée face aux masses d'air humide venues de l'ouest. L'Oulba coule grosso modo d'est en ouest, parallèlement à l'Ouba dont le bassin se situe au nord, et à la Boukhtarma (au sud). Il se jette en rive droite dans l'Irtych, au niveau de la grande ville de Öskemen (ex Oust-Kamenogorsk), où se trouve l'Usine métallurgique d'Oulba.

## Affluents
- La Malaïa Oulba ou Petite Oulba (rive gauche) est de loin son principal affluent et conflue avec l'Oulba quelque 30 km avant son débouché dans l'Irtych.

## Hydrométrie - Les débits mensuels à Perevalotchnoïe
Le débit de la rivière a été observé pendant 50 ans (au long de la période 1936 - 1987) à Perevalotchnoïe, petite localité située à quelque 25 kilomètres de son confluent avec l'Irtych à Semeï, et à une altitude de 322 mètres. 
À Perevalotchnoïe, le débit annuel moyen ou module observé sur cette période était de 98,8 m3/s pour une surface de drainage de 4 900 km2, soit approximativement 98 % de la totalité du bassin versant de la rivière qui en compte 4 990. La lame d'eau d'écoulement annuel dans ce bassin se montait de ce fait à 637 millimètres, ce qui peut être considéré comme très élevé dans le cadre du bassin de l'Irtych, et résulte de l'abondance des précipitations observée sur presque toute la surface de son bassin versant.
Les hautes eaux se déroulent au printemps et au début de l'été, du mois d'avril au mois de juin, ce qui correspond au dégel et à la fonte des neiges du bassin. Dès le mois de juin, le débit baisse fortement, mais reste assez confortable tout au long du reste de l'été et de l'automne. Un net rebond, d'assez forte ampleur, a lieu au mois d'octobre, et est lié aux précipitations automnales ainsi qu'à la moindre évaporation en cette saison.
À partir du mois de novembre, le débit de la rivière baisse à nouveau, ce qui mène à la période des basses eaux ou étiage annuel. Celui-ci a lieu de décembre à mars inclus. 
Le débit moyen mensuel observé en février (minimum d'étiage) est de 17,5 m3/s, soit moins de 4,5 % du débit moyen du mois de mai (400 m3/s), ce qui montre l'amplitude très importante des variations saisonnières. Sur la durée d'observation de 50 ans, le débit mensuel minimal a été de 8,50 m3/s en mars 1936, tandis que le débit mensuel maximal s'élevait à 966 m3/s en mai 1937.
En ce qui concerne la période estivale, la plus importante car libre de glaces (de mai à octobre inclus), le débit minimal observé sur cette même période, a été de 8,9 m3/s en août 1982. Un débit mensuel estival inférieur à 10 m3/s est cependant fort rare. 